# Revistas literarias del exilio español
Las revistas literarias del exilio español son un grupo de publicaciones periódicas que se comenzaron a distribuir a finales de la Guerra civil española. Se caracterizan por la participación de intelectuales exiliados que conformaron una red artística, científica y política en los lugares en los que se instalaron. Los contenidos de estas revistas son variados, aunque destaca la crítica y divulgación científica, artística y literaria, además del tema político, presente en mayor o menor grado. Estas publicaciones se enmarcan en la tradición discursiva del exilio español de 1939, caracterizada por la sensación de urgencia política, la confrontación de la perspectiva de un pasado censurado con un presente fértil y la voluntad de construir una red intelectual activa, internacional y obrera.

## Contexto sociopolítico y literario
Las revistas del exilio en España fueron una parte fundamental tras la Guerra Civil Española y la llegada al poder de Francisco Franco. La guerra dividió el país en dos bandos, uno controlado por los Nacionales guiados por Franco y otro que apoyaba al gobierno de la Segunda República. Tras tres años de guerra el bando nacionalista logró la victoria y comenzó una dictadura que duró casi 40 años. España sufrió un continuo aislamiento internacional provocando el cierre de fronteras y la exclusión del Plan Marshall. Tuvo un impacto duradero en la sociedad española y en la política internacional. Hubo divisiones con represión política y censura durante la dictadura. Tras la victoria de Franco en 1939, miles de republicanos políticos, intelectuales, artistas, sindicalistas y ciudadanos comunes, se vieron forzados a abandonar España para escapar de la represión y la persecución política. El exilio fue consecuencia directa de la dictadura franquista, que impuso un férreo control sobre la libertad de expresión y limitó las actividades culturales. Las revistas del exilio se convirtieron en espacios de encuentro y debate para aquellos que huían de la represión y deseaban mantener viva la llama de la democracia y los valores republicanos. Formaron lugares de encuentro e intercambio de ideas entre los exiliados, permitiéndoles mantener contactos y que fueron fundamentales para la construcción a través de ensayos, artículos, poesía, cuentos y otras formas literarias de una oposición al régimen franquista desde el exterior. 

### Principales centros de difusión
El exilio republicano se extendió a diversos países, siendo Francia el destino principal, aunque también se establecieron comunidades significativas en México, Argentina, Chile, Uruguay y otros lugares de América Latina. La situación política en Hispanoamérica tras la Guerra Civil Española estuvo influenciada por varios factores, incluyendo el impacto de la guerra y la dictadura franquista en España, así como los procesos de independencia y las dinámicas políticas internas de cada país latinoamericano. En general, el conflicto generó simpatías y divisiones, muchos intelectuales y líderes políticos latinoamericanos apoyaron a la II República Española y otros al bando nacional.

#### México
El 13 de junio de 1939 se considera el comienzo del exilio español en México por la llegada del barco de vapor Sinaia a puerto. La cooperación cultural comenzó desde el primer momento, ya que autores recién arribados encontrarían los días y semanas siguientes un espacio abierto de colaboración en diferentes medios del país de origen, tales como el periódico El Nacional, que acogió desde 1939 un aluvión de colaboraciones españolas. También es notable el caso de la revista Taller (dirigida por Efraín Huerta y, más tarde, por Octavio Paz), dónde se inauguró un espacio común para las letras españolas e hispanoamericanas.
La situación que se vivió en el país los años que duró el exilio español favoreció la proliferación de publicaciones con contribución española, puesto que la política interna era favorable a la causa republicana. La situación revolucionaria también contribuyó al establecimiento de una poética del exilio basada en la sensación de urgencia, mientras que el hervidero cultural supuso un medio eficaz para mitigar la sensación de pérdida y el temor al olvido de los autores españoles.

#### Argentina
Este país en un primer momento pudo haberse convertido en el principal receptor de autores españoles exiliados, ya que existía un panorama cultural de primer nivel y ya había una cierta tradición migratoria. Originalmente, recibió lo mejor de la literatura española mediante la colaboración en diferentes proyectos de los autores de Hora de España y más hombres de letras ilustres. Cuenta de ello dan las revistas de Mar a Mar, Correo literario y Cabalgata.
Durante la Guerra Civil, muchos de los intelectuales que protagonizarían las revistas literarias del exilio habían estado involucrados de uno u otro modo con el panorama cultural país, ya fuera mediante el viaje o la correspondencia. No obstante, a partir de 1939 la situación cambia, porque el gobierno argentino reconoce el gobierno de Franco, posición que aumenta de intensidad hasta 1943, cuando ya queda totalmente constatada la colaboración de ambos países.
Puesto que el gobierno de Perón dificultó la labor de los españoles (notable es el caso de España Republicana, periódico que fue clausurado) de denuncia del régimen, muchos de ellos trasladaron su causa a México, quedando Argentina relegada a la actividad de un grupo de autores españoles menos numeroso y relevante, caracterizado por la oposición católica y anticomunista al régimen de Franco. Esta línea queda plasmada en la revista Argentina Sur, dónde se estableció un espacio para esta crítica amortiguada del régimen.

#### Francia
A pesar de que Francia recibió un enorme número de refugiados a través de las fronteras pirenaicas, no constató una proliferación de las publicaciones con marca española tan grande como en América. Esto se puede achacar a los efectos devastadores que tuvo la Segunda Guerra Mundial en el país, poco tiempo después de acabar la guerra en España. La situación de inestabilidad limitó la capacidad de acción de los autores españoles, en el peor de los casos esto supuso el internamiento de algunos en los campos de concentración que Hitler estableció en Francia y que fueron la prisión de muchos españoles que huían de la revancha franquista. Como dato curioso, fue en este internamiento que por primera vez los autores exiliados se dieron a la redacción y difusión de publicaciones inmediatas, informativas y periódicas con un gran carácter político, en forma de los Boletines de Información: publicaciones realizadas por los internos con medios rudimentarios, tratándose la mayoría de las veces de copias realizadas a mano, tanto de textos como de dibujos.
No obstante, la guerra en Europa supuso un truncamiento de las labores culturales, que tardarían más en desarrollarse. Aun así, el país albergó a Cénit, una de las revistas literarias del exilio español más exitosas, cuya vida superó los 40 años.

#### Cuba
En 1939, Cuba estaba saliendo de un período turbulento desencadenado por la dictadura de Machado. Su derrocamiento llevó a una cadena de administraciones transitorias, asesinatos políticos, protestas estudiantiles y huelgas laborales. Sin embargo, hacia finales de 1939, el país empezaba a experimentar cierta normalidad. Todos los partidos políticos, incluyendo los comunistas, habían sido legalizados, y se estaba convocando a una Asamblea Constituyente con el objetivo de retomar el curso democrático del país. Simultáneamente, mientras la izquierda fortalecía su influencia, los exiliados políticos empezaban a regresar.
Además, durante este período, se observó el retorno de numerosos voluntarios cubanos que habían ido a luchar por la República Española. A pesar de las medidas migratorias estrictas, un gran número de exiliados españoles que habían venido de los campos de concentración en Francia o de la cercana isla de Santo Domingo, buscaban asilo en Cuba. Algunos decidieron establecerse permanentemente en el país, mientras que otros continuaron su viaje hacia México o Sudamérica en busca de oportunidades más prometedoras.
Durante esos días, el sentimiento antifascista era muy palpable entre la población, y se reflejaba en varias publicaciones periódicas. Ejemplos destacados incluyen el diario Hoy, la voz de los comunistas cubanos, y la revista Nosotros, representante de la Casa de la Cultura, una entidad que reunía a los exiliados españoles de ideología comunista.

## Actividad cultural de las revistas literarias del exilio español

### Arte, cultura y divulgación científica[2][3]
El arte, la cultura y la divulgación científica fueron otros temas muy presentes en las revistas del exilio, aunque en menor medida que el antifranquismo. Esto en parte se vio motivado por la intención del bando republicano de ganar la guerra en el campo dialéctico, sumado a la necesidad de promover y rescatar la cultura española, que sufrió un estancamiento debido a la muerte y exilio de grandes artistas y el favorecimiento por parte del estado franquista a artistas más afines a su causa.
La divulgación del arte la cultura y la ciencia podemos verla desde dos voces en Hispanoamérica: 
Una voz que parte de la premisa de que el bando exiliado se consideraba a sí mismo como el bando moderno, lo que les hizo enfocarse en realizar una crítica literaria y artística muy contundente con la literatura franquista, como es el caso de Pérez Milik en la revista Ibérica, que evidenciaba la mediocridad del teatro oficial, del teatro evasivo, de la poesía y de los autores que destacaban en España. Combatiendo así al franquista y poniéndolo en duda su legitimidad como estado, siendo esta otra manera de mostrar resistencia
Y nos encontramos con otra voz que  además de querer preservar la cultura española republicana en el país de publicación también pretendía dar voz a la cultura hispanoamericana, hermanando ambas culturas y mostrando la similitudes entre ellas; este puede ser el caso de “De mar a mar”, “Correo literario” o “Cabalgata” que se servían de una amplia nómina de artistas españoles y también hispanoamericanos como pueden ser  Jorge Luis Borges, Julio Cortazar, Octavio Paz, Horacio Butler, Juvenal Ortiz Saralegui, Ricardo E Molinari, Raquel Forner, León Mirlas…
También nos encontramos con el caso de Cenit o Universo: Sociología. Ciencia. Arte, que publicaban en Francia, siendo revistas en las que nos encontrábamos con temas como  cuestiones morales y filosóficas, medicina, ciencia, educación, arte, literatura, anticlericalismo, política, economía, pacifismo, historia, etc. Siendo revistas como estas  las principales valedoras de la cultura republicana a través de actuar como espacios de diálogo que recogen los conocimientos y el pensamiento de los intelectuales exiliados.

### Política: denuncia y oposición
En el marco posterior a la derrota republicana en el campo de batalla y su consecuente exilio, se abre un nuevo frente para combatir al franquismo y a la figura de Francisco Franco, el terreno discursivo; en este marco nos encontramos con unos intelectuales exiliados que sufren una pérdida de su propio espacio y tiempo, sumado a la aparición del temor a la pérdida de su propia historia, también podemos ver un reconocimiento del fracaso, que les lleva a un sentimiento de ganancia en la pérdida, puesto que en el vacío de la derrota hay posibilidad de inventar nuevas victorias. 
Estos intelectuales ven en la revista el modelo idóneo para combatir la anomalía franquista, de ahí que el antifranquismo sea el tema más presente en las revistas en un periodo que abarca desde el fin de la guerra civil hasta la caída del fascismo en Europa y el reconocimiento internacional del estado franquista; esto se debe a que la revista resulta ser un vehículo de transmisión muy eficiente debido a que resulta accesible para muchos grupos sociales, al ritmo de producción de esta y a la proyeccicón que puede alcanzar. Además supone un agente que no exhibe las tensiones sociales y políticas, sino que también permite crear otras nuevas.
Para crear estas nuevas batallas que ganar se siguen una serie de dialécticas:
La primera dialéctica, propia de revistas como Timón, se caracteriza por un pensamiento nostálgico en el que la España republicana supone algo que hay que recuperar a través de la lucha y  por lo tanto es necesario motivar e intentar la renovación, por otro lado nos encontramos con otras dialécticas que prefieren aunar fuerzas en el futuro dentro de los países en los que están exiliados, esta es más propia de revistas como “Futuro” que ven más necesario rechazar y combatir el fascismo en el país en el que publican, pero no sin dejar de dar voz de lo que estos sufrieron en la guerra civil y las consecuencias de la dictadura franquista en su actual país; combatiendo así el franquismo en España y negando las posibilidades de encontrar aliados en el exterior a través de combatir el fascismo; aparte de estas dialécticas más sobresalientes nos encontramos con otras dialécticas que toman elementos o ideas de una o de otra pero que en definitiva destaca la idea de dar cuenta no solo de la realidad de España en la posderrota de la facción republicana, sino también las poéticas que se producen como consecuencia del fenómeno del exilio.
Aparte de las dialécticas nos encontramos con nombres propios que destinaron sus esfuerzos y sus recursos en la lucha antifranquista, como puede ser el caso de José Venegas, que jugó un papel importante en la lucha por la causa republicana desde la embajada de España y desde el Centro Republicano de Buenos Aires, y a través de la revista España Republicana que dirigió y gestionó  a finales de septiembre de 1939. 
Más en detalle la lucha franquista de José Venegas a través de su revista la llevó a cabo en los siguientes aspectos.
- La revista servía como defensa ideológica de la república, propagando los valores democráticos de esta y difundiéndolos entre todos los españoles afines a la causa.

- Dando voz a aquellos lectores que buscaban dar su opinión ya fuera deslegitimando el estado franquista o defendiendo los valores de la república

- Plasmando una crítica al franquismo a través de escenas cotidianas sin desligarse del pueblo español, puesto que su oposición se centraba en la figura de Franco y no contra sus compañeros del insilio, algo que no era visto así en todas las voces de los exiliados.

- Defensa de la inmigración estableciendo la diferencia entre la inmigración clásica y la inmigración por causas políticas en busca de un refugio

- Solidaridad con los protagonistas del exilio y el interior de España colaborando con peticiones de localizaciones de familiares y empleo de la revista como un espacio de debate entre socialistas españoles e hispanoamericanos,

- Cooperación económica a través de la recaudación de fondos  para ayudar a los republicanos, pretendiendo ayudar en especial a viudas, huérfanos, heridos y demás republicanos en situaciones desfavorecidas

- Homenajes a los implicados en la lucha republicana.

Con la caída de los estados fascistas, parecía que la caída del franquismo y el retorno a la patria perdida  era inminente, por lo tanto se cesó la producción de muchas revistas y por lo tanto la lucha contra el franquismo; lo que sumado al reconocimiento internacional del franquismo y al surgimiento de nuevas voces de unas nuevas generaciones que se vieron involucradas en el surgimiento de algunas dictaduras  en su país de exilio como el peronismo, llevaron a un cambio de paradigma en la lucha antifranquista de las revistas del exilio republicano, quedando apenas reminiscencias de este y dándose así por finalizado el periodo de apogeo de la lucha antifranquista.

### Feminismo
Los exiliados españoles que formaban parte del PCE y el PSUC se recompusieron bastante pronto por iniciativa de los militantes que tomaron el cargo de los comités locales. Desde el partido comunista se propuso organizar a las mujeres, de esto se encargaron Dolores Ibárruri e Irene Falcón. En 1945 en la ciudad de Toulouse se crearon a la vez la Unión de Mujeres Españolas (UME) y la Unió de Donas de Catalunya (UCD), aunque tienen su origen en la Segunda República. En agosto de 1946 se celebró en Toulouse el primer Congreso de la UME que nombró a Dolores Ibárruri presidenta y a Irene Falcón secretaria nacional de la organización.  
En 1946 en París se empezó a publicar Mujeres Antifascistas Españolas. En su interior recoge información sobre la organización de las mujeres comunistas en Francia, su lucha, elementos de la política comunista y un parte dedicada a la cultura y traducción de España. El periódico era mensual y se publicó hasta septiembre del año 1950 debido a que el gobierno francés prohibió las organizaciones comunistas y por lo tanto la revista. Con este nombre apareció mensualmente a lo largo de 39 números, de noviembre de 1946 a septiembre de 1950. El primer número de la revista, Mujeres Antifascistas Españolas, fue el 1 de noviembre de 1946 publicado en Francia. La revista cambió de título a Mujeres Españolas y se empezó a publicar en México llegando a tener una tirada de 10.000 ejemplares. Se pretendía llegar a todas las mujeres de la emigración.
En 1936 se creó la revista Mujeres Libres y se publicó por primera vez en mayo de ese año. Era mensual y recogería un total de 14 publicaciones ya que el frente llegó a Barcelona y no quedaron ejemplares.
La revista La mujer en el exilio fue una publicación destacada en el exilio republicano español. Fundada y dirigida por la escritora y feminista María Lejárraga. Se editó en Buenos Aires durante 1940 y tuvo como objetivo principal abordar la situación de las mujeres exiliadas y promover la igualdad de género en un contexto de represión franquista en España.

## Títulos destacados
A lo largo de los años que duró el exilio español, muchos de los intelectuales de más renombre de la época colaboraron en mayor o menor medida en revistas culturales. Es difícil proporcionar una lista exhaustiva porque existen problemas de clasificación. Para empezar, es difícil establecer cuáles pueden determinarse revistas propias del exilio español, ya que la intervención de autores, editoriales e imprentas extranjeras está presente en todos los casos. También se añade el problema de la inmensa proliferación que tuvieron, por todos los rincones del continente. A continuación proporcionamos una lista de las publicaciones más relevantes. 

### Argentina
Desde el comienzo de la Guerra Civil, Argentina fue uno de los principales receptores de exiliados y refugiados. En un principio se desarrolló allí mucha de la actividad cultural que promovieron los autores españoles, pero no pudo consolidarse como el país del exilio ya que pronto México resultó ser un lugar mucho más propicio para la causa exiliada, ya que el gobierno peronista intentó bloquear el trabajo de denuncia que los autores españoles pretendían realizar.
Es obligado mencionar el aporte de la revista Sur, que desde el comienzo de la Guerra Civil, ofreció un espacio a muchos autores españoles, entre los que se incluyen algunos de los nombres más relevantes de la literatura de ese período. Entre otros se acogió a Rafael Alberti, acompañado por Federico García Lorca, Jorge Guillén, Salvador de Madariaga, Rosa Chacel, Juan Gil-Albert, Juan Ramón Jiménez, José Moreno Villa, Manuel Altolaguirre, Enrique Díez-Canedo, Pedro Salinas, Arturo Serrano Plaja, y muchos más durante el resto de la década de 1940 y siguientes.
Por otro lado, la defensa de la República estuvo ligada en Sur a la reivindicación de los intelectuales católicos, a pesar de la caracterización de “liberal” que tuvo la revista. Éstas publicaciones apartó de la extrema derecha a una parte del público católico, a través de la apropiación de la figura de Jacques Maritain. Esta idea ofrece y justifica una “tercera posición” entre la derecha y alejada del campo de la izquierda. Se dirige a una minoría social, ilustrada e intelectual, y propone la opción del catolicismo social ante la contienda civil de la Península. 
Por las circunstancias del fin de la Guerra Civil, la revista se vio enriquecida con excepcionales colaboradores que se encontraban exiliados, pero no se caracterizó por un hispanismo excesivo. Destacan figuras como Rafael Alberti, Ortega y Gasset, Ramón Gómez de la Serna y María de Maeztu, los cuales no renunciaron a sus posiciones antifranquistas. 
En definitiva, el país acogió un gran número de publicaciones, pero acontecimientos políticos impidieron que se consolidara el exilio español. Este es el legado que dejaron allí.

#### De Mar a Mar[6]
De Mar a Mar fue una revista literaria que vio su origen en Argentina, país que acogió en un primer momento un aluvión de refugiados y exiliados. Allí, parte de los intelectuales que trabajaban en la notoria Hora de España comenzaron este proyecto. Arturo Serrano Plaja y Lorenzo Varela junto a José Otero Espadassín inauguraron un espacio donde pretendieron tender un puente cultural entre el viejo y el nuevo continente. En las páginas de sus siete números llegaron a participar las plumas más relevantes de ambas literaturas.
En cuanto a su posición ideológica, buscaron no mencionar explícitamente a España y la situación que se vivía, aunque mantuvieron una postura de rechazo a la guerra y al fascismo. Se desarrolló, no obstante, un trabajo cultural comprometido al menos a la defensa del arte y de la libertad.
No obstante la variación temática era un aspecto muy importante. Así, se incluyeron noticias sobre los mismos exiliados (
"Algo sobre Ramón Pontones, que se nos va a México", 11, 47-48) y críticas a la realidad cultual de la España franquista ("Un concurso, un símbolo 111, 39-41, "Sociedad anónima de irresponsabilidad limitada" IV, 37); noticias de la situación política europea ("Mussolini", VI, 33-34); ensayos sociológicos como los de Francisco Ayala o Roger Caillois ("Fiesta escolar", (VII, 32-34); "Honor y conciencia" (V, 5-8); secciones de cine y exposiciones artísticas; textos de creación literaria y homenajes a escritores como Antonio Machado, Miguel Hernández o Benito Pérez Galdós. También Aparecen cartas y textos de figuras muy dispares: Unamuno, J.R.Jiménez, Bernard Shaw, Cortázar, Maria Teresa León y poetas como Rafael Alberti, León Felipe u Octavio Paz."
En el ámbito artístico, destaca el nombre de Luis Seoane como grabador usual. La revista también se hizo eco de las exposiciones artísticas más relevantes. 
A pesar de sus esfuerzos, de Mar a Mar pudo haber enfrentado dificultades para captar al público local debido a su predominancia de colaboradores españoles. Esta situación posibilitó el surgimiento de Correo Literario, una nueva publicación con la intención de difundir la cultura hispanoamericana y acoger a todos los intelectuales.

#### Correo Literario[7]
Esta revista surge como un proyecto de continuación de de Mar a Mar, incluye también en su consejo de redacción a nombres destacados del exilio republicano, como Arturo Cuadrado, Luis Seoane, Lorenzo Varela, Javier Farías, Alberto Girri y Pedro Larralde. Esta publicación tomó una orientación más americana, y se propuso defender y difundir la cultura hispana del continente. Al igual que su predecesora, proclamaba la imparcialidad ideológica, pero en este caso el componente de oposición antifranquista era mucho más claro, ya que los miembros del consejo de redacción y la mayoría de colaboradores se oponían públicamente al régimen franquista o estaban afiliados de algún modo u otro al movimiento obrero, como es el caso de los colaboradores argentinos, que estaban vinculados con el socialismo.
El Correo Literario invitó a colaborar a todos los intelectuales del continente, así se consagró como un crisol de la crítica literaria la prosa y la poesía, con contribuciones de figuras destacadas de la literatura española e hispanoamericana, como Nicolás Guillén, Ernesto Sábato, Rafael Alberti, León Felipe, y Octavio Paz, entre otros. En su espacio se podían leer cartas y textos inéditos de diversas figuras literarias, y también se hacían reseñas de obras que predominaban las firmas y editoriales del exilio. En el ámbito artístico, el Correo Literario informaba sobre las exposiciones más destacadas y ofrecía críticas de expertos Además, la revista incluía textos científicos, y una sección llamada Retablo que se ocupaba de las novedades del mundo teatral y cinematográfico.
Sin embargo, la historia del Correo Literario llegó a su fin mientras se desarrollaba el desenlace de la Segunda Guerra Mundial. A medida que el tiempo avanzaba, sus creadores, al percatarse de que su exilio se prolongaría, tuvieron que interrumpir su publicación y se embarcaron en un nuevo proyecto: la revista Cabalgata.
Las contribuciones hispanoamericanas en el Correo Literario fueron muchas y variadas, lo que refleja su compromiso con la difusión de la cultura y las ideas hispanoamericanas. Fue una publicación que demostró que a pesar de las barreras geográficas, los lazos intelectuales y artísticos pueden trascender fronteras, forjando nuevas amistades y comunidades de pensamiento a lo largo del camino. En estos tiempos de cambio, el Correo Literario dejó una huella indeleble en el paisaje cultural de la época, y su legado continúa siendo un testamento de la riqueza y diversidad de la cultura hispanoamericana.

#### Cabalgata[7]
La revista Cabalgata surge en el contexto posterior a la Segunda Guerra Mundial, cuando el esperado fin del franquismo no llegó. La revista nació de la gerencia de Joan Merlí, un marchante de arte catalán, junto a Varela y Seoane, quienes trabajaron en su dirección sin aparecer oficialmente como parte del consejo. En cambio, firmaban como colaboradores y alentaban la participación de sus compañeros hispanoamericanos.
La revista compartía su sede con la editorial Poseidón, dirigida también por Merlí Pahissa, quien mantuvo siempre al frente de Cabalgata, en especial a partir del número 11. Luis Seoane se encargaba de la diagramación y el diseño, llenando las páginas de la revista con ilustraciones, fotografías de obras de arte, escenas de películas, dibujos y reproducciones de cuadros.
Cabalgata se originó como una réplica de Correo Literario y por tanto conservaba una similitud estructural, con secciones y colaboraciones similares. Su objetivo inicial era hacer una revista para todo el continente americano, dando voz a todas las actividades de la cultura americana y universal. Sin embargo, a medida que avanzaba el peronismo y la crisis de los libreros, la revista cambió su enfoque para promover la creación literaria y artística argentina del momento.
A pesar de su aparente neutralidad política, la revista mostraba tendencias de izquierda, especialmente en su primera etapa. Algunos textos polémicos estaban firmados por Lorenzo Varela bajo un pseudónimo. A medida que avanzaba el tiempo, las firmas hispanoamericanas tomaron las riendas del proyecto editorial, pero no lograron evitar el cierre de la revista debido a la censura política imperante.
En su última etapa, el tono de Cabalgata se volvió más literario y artístico, y la sección literaria, tras la ausencia de Varela, perdió la mayoría de las firmas de exiliados. Algunos colaboradores destacados incluyen a Julio Cortázar, que publicó varios cuentos en la revista, y el argentino Óscar Conti, que proporcionaba chistes gráficos.
A pesar del cese de la publicación, los creadores Cabalgata realizaron un balance final de sus logros y expresaron su tristeza por el cese de la revista, al mismo tiempo que condenaban la censura sufrida y defendían la libertad de expresión.

### México

#### España Peregrina[8]
España Peregrina fue una revista publicada en la Ciudad de México a partir de febrero de 1940. Se presentó como órgano publicista de la Junta de Cultura Española, una organización que buscaba promover la cultura española en el exilio y agradecer a los países americanos que habían acogido a los exiliados. Aunque no era estrictamente informativa, la revista servía como una tribuna de reflexión.
La revista se imprimía en los Talleres Gráficos de la Nación y se publicaba mensualmente, aunque a menudo con retrasos. Se lanzaron ocho números, con un número doble para septiembre y octubre de 1940. El décimo número, titulado Despedida y Tránsito, no pudo ser editado hasta 1977.
El nombre España Peregrina fue acuñado por José Bergamín y se convirtió en un término que se usaba para referirse a los españoles exiliados en general. La revista tenía un formato de cuaderno, con dimensiones de aproximadamente 23 cm de longitud por 17 cm de anchura.
España Peregrina abordaba una variedad de temas, incluyendo la situación de los exiliados españoles, la lucha contra el fascismo, el compromiso intelectual y la cultura española. Incluía ensayos, poemas, críticas, polémicas, reseñas bibliográficas y otros textos. Aunque carecía de ilustraciones y tenía recursos económicos limitados, la revista mantenía un enfoque en España y su pérdida, así como en la necesidad de la acción del exilio republicano.
La revista reflejaba una orientación intelectualista, un enfoque cristiano progresista y un fuerte rechazo al fascismo. A pesar de su diversidad temática, había una coherencia en torno al tema central de España y se apreciaba una evolución importante en comparación con las preocupaciones previas a la guerra civil
En cuanto a la estructura interna de la revista, solía comenzar con ensayos seguidos de poemas. Luego incluía secciones de crítica y polémica, informaciones de la Junta de Cultura Española, fragmentos de periódicos o libros, citas de escritores y notas sobre la propia revista. La revista mostraba una independencia de juicio y libertad de espíritu sin dejar de comprometerse con sus posturas.
En resumen, España Peregrina fue una revista del exilio español en México que sirvió como tribuna de reflexión y promoción de la cultura española. Aunque tuvo recursos limitados, abordó una amplia gama de temas y destacó por su enfoque en la situación de los exiliados y la lucha contra el fascismo.

#### Romance[9]
Romance fue una influyente revista de gran formato que tuvo su cuna en México, publicándose de manera quincenal entre febrero de 1940 y mayo de 1941. Este órgano de difusión surgió como un refugio para los intelectuales y escritores que huyeron de España durante la Guerra Civil, ofreciéndoles una plataforma para expresar sus ideas y compartir su trabajo.
La revista representaba un esfuerzo por fusionar la cultura española, particularmente la de corte republicano, con la hispanoamericana, siendo uno de los primeros intentos de adaptación de los exiliados republicanos en su nuevo entorno. En este sentido, Romance se presentaba como una revista del exilio, cuya misión principal era concretar y difundir algunas de las creencias compartidas por la comunidad de exiliados, como la esperanza del retorno a España y la idealización de su patria.
El financiamiento de Romance formaba parte de un esfuerzo cultural más amplio, encabezado por la empresa Edición y Distribución Ibero Americana de Publicaciones S. A. (EDIAPSA), liderada por Rafael Giménez Siles. La revista se caracterizaba por la gran variedad de autores que colaboraban en ella, lo que reflejaba la ambición universalista y transnacional de sus editores.
Uno de los aspectos más destacados de Romance fue su transición de la reflexión histórica de corte decimonónico y positivista a un interés por resaltar las experiencias personales recientes. El objetivo de esta transición era mantener viva la memoria de la España republicana, hablando de su legado y de las actividades de los exiliados. 
Además, la revista fue pionera en identificar una España soterrada, es decir, una España oculta que no se identificaba con el fascismo. Este interés por resaltar las experiencias personales en los acontecimientos recientes buscaba mantener viva la memoria de la República y reafirmar la identidad de grupo, mediante la evocación de referentes compartidos con otros españoles.
A pesar de su abrupto final, la revista Romance dejó un legado importante y marcó un hito en la literatura del exilio republicano en México. Sus páginas ofrecieron un espacio para fusionar la cultura republicana española con la hispanoamericana y reflejar el proceso de aculturación de los republicanos en su nuevo entorno.

#### Presencia[10]
Publicada entre julio de 1948 y septiembre de 1950, Presencia destacó en la escena literaria del exilio. A diferencia de otras publicaciones juveniles como Clavileño, Segrel y Hoja, 'Presencia' logró mantenerse durante dos años, evidenciando la constancia y el compromiso de sus colaboradores, a pesar de las limitaciones económicas y de las dificultades inherentes a su condición de exiliados.
Las reuniones semanales de los editores de Presencia ofrecen una visión interesante de la operatividad de la revista. El proceso de edición implicaba la revisión colectiva de textos y su aprobación o rechazo por mayoría de votos, seguido de discusiones sobre temas culturales, literatura, filosofía, historia, música, pintura, cine y, por supuesto, chistes y juegos de palabras para aliviar la tensión. El consejo editorial estaba compuesto por Annie Alban, Carlos Blanco Aguinaga, Manuel Durán, José Miguel García Ascot, Francisco González Aramburu, Ángel Palerm, María Teresa Silva, Carmen Viqueira, Jacinto Viqueira, Ramón Xirau y Roberto Ruiz.
La filosofía de Presencia puede ser resumida en tres conceptos principales: amplitud, variedad y apertura. Los colaboradores se unieron en su rechazo al dogmatismo, a pesar de las diferencias ideológicas y estilísticas entre ellos. También estaban conscientes de su particular condición de exiliados y de la necesidad de ubicar su labor creativa y su pensamiento dentro del marco histórico y geopolítico que los definía. 
Entre los méritos destacables de Presencia se encuentra su poliglotismo, ya que publicó textos en castellano, catalán, gallego, francés e inglés. Además, la revista abarcó una amplia variedad de géneros literarios, incluyendo poesía lírica y heurística, narración, ensayo literario, filosófico, histórico y político, entre otros. Sus colaboradores abarcaron un espectro ideológico y estilístico diverso, desde el socialismo liberal hasta el catolicismo de izquierdas, pasando por el simbolismo, el realismo y el existencialismo. 
El tema del exilio y de la Guerra Civil Española fue recurrente en las páginas de Presencia. Los cuentos y relatos frecuentemente retrataban las dificultades de la vida en el exilio, el trauma de la guerra y la lucha por la supervivencia en un mundo hostil y desconocido. A pesar de las desigualdades inevitables entre los escritores en términos de su desarrollo artístico, la calidad literaria de la revista es indudable.
Con el tiempo, los colaboradores de Presencia se dispersaron. Algunos volvieron a España, otros permanecieron en México, y otros se trasladaron a un segundo exilio. Pese a ello, la mayoría continuó su labor literaria y cultural, ya sea a través de la escritura, la docencia o la traducción. La revista, a pesar de su desaparición, dejó un legado duradero que se mantiene vivo en el compromiso cultural de sus antiguos miembros y en las páginas de su historia.

### Cuba

#### Nuestra España[11]
Nuestra España fue una revista fundada por el exiliado republicano español Álvaro de Albornoz en octubre de 1939 en La Habana, Cuba. Albornoz fue político, abogado y escritor y durante el período republicano en España ocupó los cargos de ministro de Fomento y de Justicia y embajador en Francia.
La revista contó con la colaboración de numerosos intelectuales, tanto españoles exiliados como cubanos, incluyendo al poeta e impresor Manuel Altolaguirre y al escritor y abogado Jesús Vázquez Gayoso. La revista fue mensual y contó con trece números, aunque el número doce se consideró doble, abarcando el último trimestre de 1941.
Nuestra España destacó por su compromiso con los ideales republicanos, democráticos, antifascistas y liberales, sin asumir posiciones partidistas ni decantarse a favor del socialismo, el anarquismo o el comunismo. Su contenido incluía artículos sobre la historia, cultura y política de España, así como la situación de los exiliados en América Latina. La revista también dedicó espacio a la literatura, incluyendo poemas, cuentos breves y reseñas de libros.
A pesar de la alta calidad de sus contenidos y su buena acogida entre los círculos intelectuales cubanos, la publicación de la revista se volvió irregular a partir de junio de 1940 y finalmente cesó a finales de 1941, posiblemente debido al traslado de su fundador a México.
Aunque su existencia fue breve, Nuestra España tuvo un impacto significativo al proporcionar un espacio para la expresión y discusión de los exiliados republicanos españoles. Su compromiso con la calidad literaria, el rigor intelectual y la neutralidad política contribuyeron a su reputación y prestigio. A pesar de su desaparición, su legado sigue siendo una referencia importante para el estudio del exilio republicano español en América.

### Francia

#### Inquietudes[12]
Inquietudes fue una revista publicada en Bordeaux, Francia, durante un periodo de ocho meses, desde mayo hasta diciembre de 1947. Tenía una frecuencia mensual, con la excepción de un número especial publicado en julio. La revista se editaba en español, aunque algunos artículos de opinión estaban escritos en francés.
La tirada de la revista era de 2000 ejemplares y tenía un formato de 32 x 24.50 cm. Se caracterizaba por tener títulos y diseños de secciones elaborados, lo que la hacía visualmente atractiva. Cada número constaba de 24 páginas, incluyendo la portada y contraportada, aunque el número especial de julio tenía 36 páginas.
Las cubiertas de la revista estaban decoradas con dibujos en blanco y negro de los pintores Lamoya y Piquer, que reflejaban el desencanto y el horror vivido durante la guerra y el exilio. En la contraportada se mencionaban los artículos que aparecerían en el próximo número.
El contenido de la revista se estructuraba en secciones fijas, como "El hombre y la tierra", "Doctrina y Combate", "Arte y Artista", "Temas Literarios", "La pantalla y la vida", "La ciencia al día", "Curiosidades", "Cuentos y Leyendas", "Colaboración Espontánea", "Pedagogía", "Sumario" y "Opiniones sobre la revista". Además, incluía propaganda sobre publicaciones, precios y cómo obtenerlas.
El número especial de julio estaba dedicado al 19 de julio, y contenía diversos artículos, fotografías y relatos relacionados con esa fecha. También incluía palabras póstumas de personas fallecidas durante la Guerra Civil Española, como un homenaje a todos los caídos en defensa de la libertad.
Entre los colaboradores de la revista se encontraban destacadas personalidades del movimiento libertario español, como Federica Montseny, Eusebio C. Carbo, José Peirats, David Antona Domínguez, Alberto Carsi Lacasa, Ángel Samblancat Saianova, Cristóbal Parra, Vicente Artés, José García Pradas, Benito Milla Navarro, Floreal Ocaña, Antonio Morales Guzmán, Alejandro Sux, José Pérez Burgos, José María Puyol Albéniz, Volga Marcos, Campio Cariño, Severino Campos, Gregorio Oliván García, Albano Rosell y Llongueras, y Antonio García Lamolla, entre otros. Estos colaboradores eran personas comprometidas con la causa de la libertad y habían estado activos tanto en España como en el exilio, participando en diversos periódicos y publicaciones libertarias.
Inquietudes buscaba ser una revista importante y de interés, uniendo a estas personas de distintas generaciones y manteniendo viva la esperanza de una España y un mundo libres.

#### Cénit[13]
La revista Cénit fue un notable y destacado proyecto de publicación iniciado en enero de 1951, en el contexto de un intento del Movimiento Libertario Español en el exilio, que buscaba crear un medio que no fuese exclusivamente doctrinal, sino cultural. Con sede en Toulouse, Francia, la revista se distinguió por ser un exponente de la cultura integradora y un escaparate de las más interesantes producciones del espíritu humano.
Los antecedentes de Cénit se remontan a noviembre de 1946 con la aparición de la revista Universo: Sociología, Ciencia, Arte. Esta publicación se mantuvo durante 13 números, con textos en francés y español, y fue posteriormente reemplazada por la colección El mundo al día: Cuadernos mensuales de Cultura, de ediciones Universo, que se mantuvo hasta 1952. Posteriormente, otra publicación similar, el Suplemento Literario de Solidaridad Obrera, surgió en París, y se mantuvo con periodicidad mensual desde enero de 1954 hasta diciembre de 1961. Con la suspensión de esta última, la revista mensual Umbral tomó su lugar hasta diciembre de 1970. En medio de este panorama es donde Cénit nace y se desarrolla hasta octubre de 1995, llegando a publicar 272 números.
El nombre de la revista se refiere tanto al punto culminante o momento de apogeo de alguien o algo, en este caso, potencialmente la cultura libertaria, como a las siglas de la Confederación Nacional del Trabajo (CNT), las cuales están emboscadas en la palabra "Cénit".
El equipo de redacción de Cénit estaba conformado por militantes del Movimiento Libertario vinculados a diferentes secretariados de la CNT. Entre ellos se destacaron figuras como José Borras, Miguel Celma, Juan Ferrer, Fontaura, Ramón Liarte, Federica Montseny, José Muñoz Congost y José Peirats. En cuanto a la administración, se encargaron Martín Vilarrupla, Francisco Subirats, J. Cazorla y Federica Montseny. 
La revista tuvo una periodicidad principalmente mensual, aunque en ciertos períodos se publicó de forma bimensual y trimestral. La dirección inicial estuvo a cargo de A. García, pero desde 1972, Etienne Guillemau asumió como director, cargo que mantuvo hasta el último número en 1995. 
En términos de diseño, Cénit destacó por su cuidadosa composición. La tipografía utilizada era variada, empleando distintos estilos de letra, letras capitulares y distribución de texto en dos columnas. Las páginas interiores incluían ilustraciones, caricaturas, chistes, fotografías, citas, poemas, entre otros.
La revista se imprimía en español y se distribuían entre 3000 y 1000 ejemplares. A lo largo de sus 44 años de existencia, Cénit cubrió una amplia gama de temas, abarcando desde divulgación científica hasta poesía y teatro, y también publicó textos de autores clásicos.

### Estados Unidos

#### Ibérica por la libertad[14]
La revista Ibérica por la libertad es un legado de la historia editorial y política del siglo XX, una voz de resistencia contra las dictaduras de Franco y Salazar que se inició en enero de 1953 y continuó hasta diciembre de 1974. El periódico se originó como un boletín informativo gratuito impulsado por Victoria Kent desde Nueva York, cuyo objetivo era crear un movimiento de opinión en contra de dichos regímenes.
En enero de 1954, Ibérica cambió su modelo de financiación, se transformó en Ibérica por la libertad y se convirtió en una revista influyente que cubría temas sociales, políticos, culturales y económicos. Esta transformación permitió un diálogo activo entre la oposición antifranquista del exterior y del interior de España. La revista era administrada por un grupo de exiliados liberales, incluyendo a Victoria Kent como directora desde 1954 y a Salvador de Madariaga como uno de sus presidentes honorarios.
La revista se destacó por su adhesión a una orientación política de republicanismo liberal y democrático con orientación europeísta. A pesar de la prohibición oficial de su distribución en España, Ibérica circulaba de forma clandestina dentro del país, incluso la delegación franquista en las Naciones Unidas contaba con una suscripción mensual.
Este diálogo entre el interior y el exterior de España se establecía a través de colaboraciones conjuntas en la revista. Muchos colaboradores, para evitar medidas represivas, publicaban sus artículos bajo seudónimos. Entre ellos estaba Pérez Minik, que publicaba una sección titulada "Carta de España sobre arte y literatura". Sus escritos proporcionaban críticas de la vida cultural en España, incluyendo el teatro, la literatura y los medios de comunicación, siempre con una crítica contundente a la dictadura.
Los artículos de Pérez Minik destacaban aspectos relevantes de la vida cultural española: la mediocridad del teatro oficial, las alternativas existentes en el teatro, las tendencias literarias actuales y el impacto de la dictadura en la vida cultural. Pérez Minik formuló una crítica permanente a la dictadura y presentó una visión alternativa de la nación española.
En conclusión, Ibérica por la libertad fue una revista que jugó un papel crucial en la resistencia contra la dictadura franquista y en la formación de la opinión pública, sirviendo como plataforma de comunicación y diálogo para aquellos que se oponían al régimen desde dentro y fuera de España. El legado de la revista sigue siendo un testimonio de la importancia del periodismo y la expresión libre en la lucha por la democracia y la libertad.

## Autores destacados
En su mayoría eran intelectuales de izquierda, principalmente socialistas y anarquistas exiliados. Mediante sus publicaciones, la mayoría de ellas realizadas en México y Argentina, pretendían formar una conciencia antifascista promoviendo la difusión de los valores democráticos republicanos entre la colectividad española y aquellos que eran afines a la causa.
Entre los principales colaboradores destacan: Vicente Lombardo Toledano (1894-1968), reconocido intelectual político y líder de organizaciones obreras mexicanas y continentales. Fundó la revista Futuro y promovió el internacionalismo obrero. Entre los colaboradores del comité editorial de la revista Futuro destacan: Manuel Villaseñor, Alejandro Carrillo, Alfonso Guillén, José Revueltas, Enrique Ramírez y Ramírez y entre los columnistas se encuentran nombres tan destacados como Pablo Neruda, Octavio Paz y Rafael Alberti.
Diego Abad de Santillán (1897-1983), intelectual anarquista que participó en la circulación de ideas con el fin de promover una conciencia libertaria a nivel internacional. Fundó y dirigió la revista Timón: síntesis de orientación político-social, y contó con colaboradores como Carlos Baraibar, periodista y político socialista español exiliado en Chile, el poeta León Felipe y autores que publicaban bajo un pseudónimo. Colaboró en otras revistas como La protesta, Acción libertaria, Reconstruir y Comunidad Ibérica.
José Venegas López (1897-1948), conocido periodista y escritor tanto en España como en América. Jugó un papel destacado en la lucha por la causa republicana desde la Embajada de España y el Centro Republicano de Buenos Aires. Fue director del periódico España Republicana, en el que se esforzó por difundir los valores democráticos republicanos.
Enrique Díez Canedo (1879-1944), exiliado republicano que colaboró en revistas como El Nacional y Tierra Nueva. También asesoró y colaboró en las revistas El Hijo Pródigo y Romance, fundadas ya en el exilio por Antonio Sánchez Barbudo, secretario de Hora de España.
Gracias a Octavio Paz, muchos de los refugiados comenzaron a colaborar en la revista Taller y más tarde en Romance.
Manuel Andújar y José Ramón Arana fundaron la revista Las Españas.
Florentino Martínez Torner (1894-1969), pedagogo, escritor, traductor y periodista que llegó a México en 1939. Colaboró en el diario El Nacional Republicano y en revistas como Cuadernos Americanos, Las Españas y Ruedo Ibérico. Se enfocó principalmente en la literatura y escribió sobre el papel de las Misiones Pedagógicas durante el “Bienio Transformador” en el periodo de la Segunda República Española.
Los colaboradores de las revistas del exilio pretendían formar un espacio de diálogo y un instrumento de milicia a través de sus publicaciones, permitiendo la cohesión internacional y la denuncia de las injusticias de la guerra y el exilio.

## El legado de las revistas literarias del exilio español

### Fuera de España
Las diferentes publicaciones en las revistas del exilio español servían como herramienta de cohesión del movimiento a nivel internacional. También destaca la importancia de las revistas como medio de denuncia de las injusticias de la guerra y los sufrimientos de los exiliados.
Muchas de las revistas, como Timón: síntesis de orientación político-social y Futuro, buscaban crear un puente entre intelectuales de América Latina y Europa para promover el pensamiento antifascista y libertario a nivel internacional. Por su parte, la revista Futuro rechazaba los regímenes dictatoriales y se centraba en las transformaciones políticas y socioculturales en México, particularmente durante el gobierno de Lázaro Cárdenas.
Se destaca la importancia de las revistas como espacios de reflexión, expresión y proyección hacia el futuro. Estas revistas también sirvieron como fuentes documentales para conocer y contextualizar las redes intelectuales propiciadas por el exilio. Destaca el caso de la revista España Republicana, que se convirtió en un importante semanario para la colectividad republicana española en Argentina. Sin embargo, en 1943 fue clausurada desde la Secretaría de Informaciones y Prensa del Gobierno de la Nación debido a los comentarios considerados ofensivos hacia el gobierno de Franco. Posteriormente, se fundó el semanario Lealtad en Uruguay como continuación de España Republicana, intentando engañar la censura peronista procurando su distribución en Argentina bajo el nuevo nombre.
Las revistas del exilio, especialmente España Republicana, conformaron una red de solidaridad hacia los exiliados españoles y la cooperación económica dentro de la colectividad española en Argentina. Se incluían anuncios y avisos en el periódico como espacios de cooperación, donde se anunciaban empresas de envío de encomiendas, bancos, ofertas de trabajo para exiliados y venta de libros y muebles con fines benéficos.
Además, destaca la revista Ibérica, fundada por Victoria Kent en el año 1953, que defendía la indivisibilidad de la libertad, incitando al país de hombres libres a no abandonar al pueblo español en su lucha por la libertad y al posicionamiento en contra de la tiranía.
Las revistas del exilio español sirvieron como incentivo a la propia lucha de los países que acogieron a los exiliados, así, el periódico El Nacional sirvió como órgano de difusión del partido en el poder en México y se inscribió como parte del proceso de institucionalización de la revolución mexicana.

### En España
Debido a la situación dictatorial que se vivía en España, las revistas que publicaban en el exilio no eran trasladadas fácilmente a territorio español. Por ello, algunos de los ejemplares se compartían en forma de contrabando u otros medios extraoficiales. Durante un periodo de la dictadura, algunos autores que residían en España trataron de publicar algunos números de estas revistas en forma de reivindicación y denuncia por la situación que acontecía en el país.